# Титулярен епископ
Титулярен епископ (на латински: episcopus titularis in partibus infidelium, титулярен епископ в страни на неверници; или само in partibus) e титла на християнски епископи – православни и католически, които имат епископски сан без съответния диоцез и юрисдикция.
Епископите in partibus се наричат титулярни епископи (episcopi titulares). Обичаят да се назначават епископи на несъществуващи катедри има своето основание в принципа, че щом веднъж е учредена църковна катедра, тя юридически не прекратява своето съществуване, независимо че за нейния епископ фактически е невъзможно да я заеме. С назначенията на титулярни епископи на практика църковните глави запазват претенцията върху някога съществували епархии.
След възстановяването си в 1871 година Българската православна църква има 25 титулярни епископии, повечето стари епархии на Вселенската патриаршия на територията на България или епархии на Българската екзархия в околните на България територии - Агатоникийска, Агатополска, Адрианополска, Белоградчишка, Браницка, Брегалнишка, Величка, Главиницка, Деволска, Драговитийска, Знеполска, Константийска, Крупнишка, Левкийска, Макариополска, Маркианополска, Мелнишка, Месемврийска, Моравска, Нишавска, Проватска, Смоленска, Стобийска, Тивериополска и Траянополска.